# Суров, Давид Игоревич
Дави́д И́горевич Су́ров (29 декабря 2004, Анапа) — российский боксёр. Бронзовый призёр Игр стран БРИКС. Чемпион России 2024 года. Обладатель Кубка России.

## Биография
Давид Суров родился 29 декабря 2004 года в Анапе, Краснодарский край. Его старший брат Теймураз Суров (род. 2003) также является боксёром.

### Любительская карьера
На российских соревнованиях представляет Краснодарский край. Выступает в весовой категории свыше 92 кг.
В 2021 году удостоен звания «Мастер спорта России».
Включён в состав сборной России по боксу.
В январе 2024 года стал серебряным призёром Кубка России, в июне завоевал бронзовую медаль Игр стран БРИКС, в октябре одержал победу на чемпионате России в Иркутске.
На Кубке России 2025 года в Самаре занял первое место в супертяжёлой весовой категории.

### Профессиональная карьера
27 апреля 2024 года в бою суперсерии «Бойцовского клуба РЕН ТВ» победил Германа Скобенко.
25 октября 2024 года на турнире «Бойцовского клуба РЕН ТВ» победил Святослава Тетерина и завоевал титул чемпиона Гран-при.

## Спортивные достижения
| Год  | Турнир           | Категория   | Место |
| ---- | ---------------- | ----------- | ----- |
| 2024 | Кубок России     | свыше 92 кг | 2     |
| 2024 | Игры стран БРИКС | свыше 92 кг | 3     |
| 2024 | Чемпионат России | свыше 92 кг | 1     |
| 2025 | Кубок России     | свыше 92 кг | 1     |